# أرت غراهام
أرت غراهام (بالإنجليزية: Art Graham)‏ هو لاعب كرة قدم أمريكية أمريكي، ولد في 31 يوليو 1941 في سومرفيل في الولايات المتحدة.